# Sándor Garbai

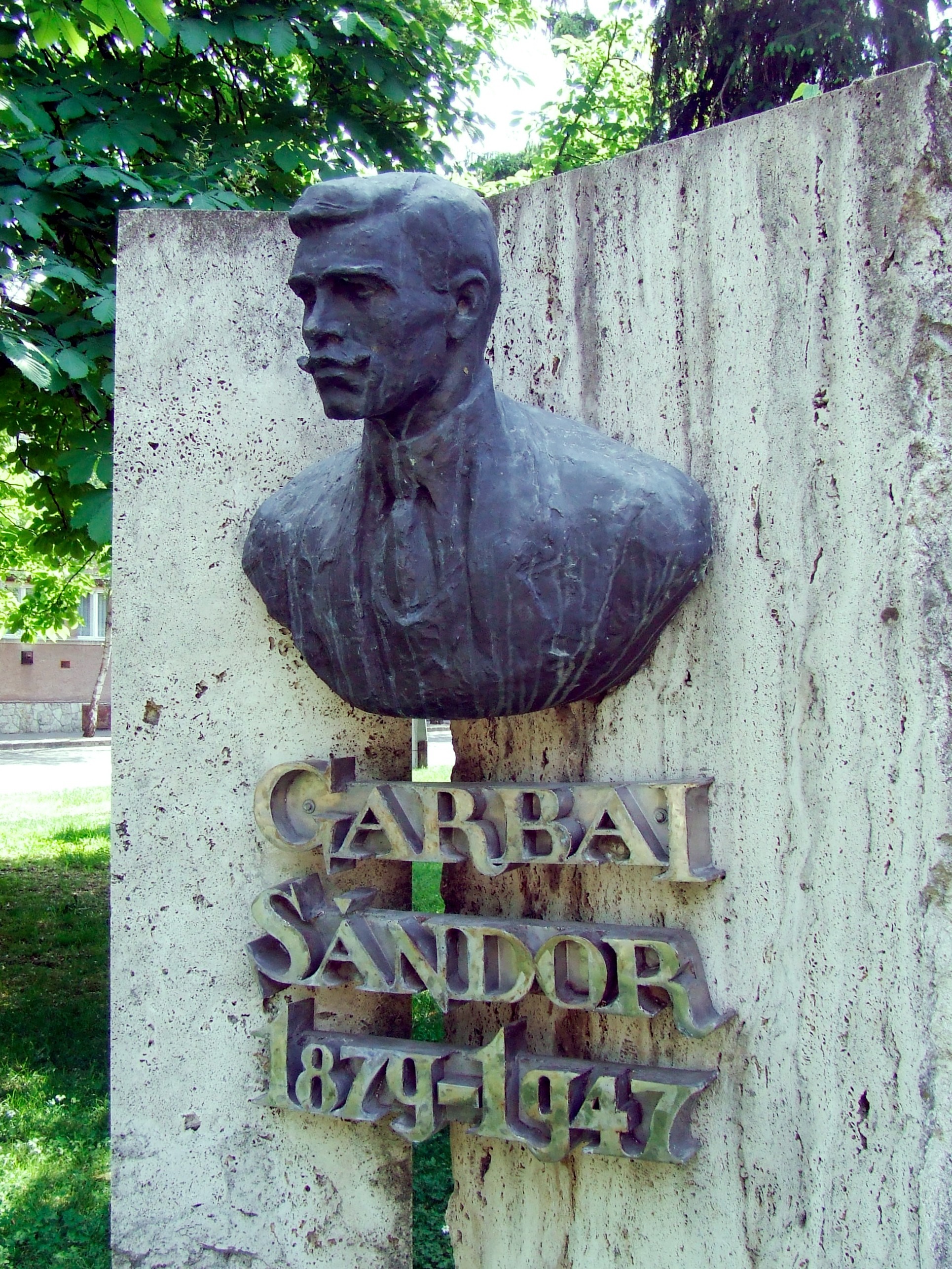
Statuia lui Sándor Garbai din Kiskunhalas.

Sándor Garbai (n. 27 martie 1879, Kiskunhalas, Bács-Kiskun, Ungaria – d. 7 noiembrie 1947, Paris, Franța) a fost un politician socialist maghiar. A fost prim ministru în perioada  21 martie 1919 - 1 august 1919.  În alianță cu comuniștii, a proclamat Republica Sovietică Ungaria. Practic, autoritatea a fost în mîna ministrului de externe Béla Kun. După căderea regimului comunist din Republica Sovietică Ungaria,  Sándor Garbai a trăit în România, Cehia, Austria și Franța, unde a decedat.  